# Vincent Radermecker
Vincent Radermecker (Luik, 7 mei 1967) is een Belgisch autocoureur.

## Carrière
Nadat hij in België in het karting begon in 1986, stapte hij in 1990 over naar het Benelux Formule Ford-kampioenschap, waar hij in 1991 kampioen werd. In 1992 stapte hij over naar de Britse Formule Ford, waarin hij als vierde eindigde. In 1993 werd hij tweede in de Formule Opel Euroseries achter Patrick Crinelli, voordat hij terugkeerde naar Engeland, waar hij zijn Formule 3-debuut maakte in het Britse Formule 3-kampioenschap. Hij eindigde hier als tweede in het kampioenschap achter Jan Magnussen. Ook nam hij deel aan de Masters of Formula 3, waarin hij zestiende werd, en de Grand Prix van Macau, waarin hij de finish niet wist te halen. In 1995 stapte hij over naar het Duitse Formule 3-kampioenschap, waarin hij met een twintigste plaats echter geen potten wist te breken. In 1997 stapte hij over naar de touring cars, waarin hij in het Belgische ProCar-kampioenschap reed. Hij eindigde in een Peugeot 406 als derde in het kampioenschap. In 1998 stapte hij over naar een Peugeot 306 en eindigde als vijfde.
In 1999 stapte Radermecker over naar het BTCC voor het fabrieksteam van Volvo in een Volvo S40. Hij verving Gianni Morbidelli in het team en kreeg regerend kampioen Rickard Rydell als teamgenoot. Hij behaalde vijf podiumplaatsen, waarmee hij als achtste in het kampioenschap eindigde. Na dit seizoen verliet Volvo het kampioenschap, waardoor Radermecker op zoek moest naar een nieuw zitje, wat hij vond in het fabrieksteam van Vauxhall. In een Vauxhall Vectra behaalde hij slechts één podiumplaats en eindigde hij als tiende in het kampioenschap als laagst geklasseerde fabriekscoureur.
In 2001 keerde Radermecker terug naar de ProCar. In een Opel Astra won hij het kampioenschap. In 2002 eindigde hij als tweede in het French Super Touring Championship achter Soheil Ayari.
Sinds 2004 heeft Radermecker in verschillende races in de FIA GT gereden in verschillende auto's, waaronder een Nissan 350Z, een Corvette C5R en een Mosler MT900. In 2005 keerde hij terug naar België, waar hij het Belgian Touring Car Championship won.
In 2006 nam Radermecker deel aan de Duitse ADAC Procar Series, wat hij won in een Chevrolet Lacetti. In 2006 nam hij voor Maurer Motorsport ook deel aan de raceweekenden op het Automotodrom Brno en het Circuit Ricardo Tormo Valencia van het World Touring Car Championship. Hij behaalde zijn beste resultaat met een dertiende plaats op Brno, waarmee hij geen punten behaalde.
In 2008 reed Radermecker in een Ferrari 430 GT3 voor het team Exagon Engineering en in een volledig seizoen van het Belgische GT-kampioenschap. In 2010 keerde hij eenmalig terug in het WTCC voor het fabrieksteam van Chevrolet in een Chevrolet Cruze voor de ronde op het Circuit Zolder. Hij eindigde de races respectievelijk als zeventiende en veertiende, waarmee hij opnieuw puntloos bleef.